# Harold Rome
Harold Rome (* 27. Mai 1908 in Hartford, Connecticut; † 26. Oktober 1993 in New York City) war ein amerikanischer Komponist, der vor allem mit Revuen und Musicals Erfolg hatte.

## Biografie
Schon als er noch ein Kind war, lernte Harold Rome Klavierspielen. Nach seiner Schulausbildung begann er, an der Yale University in New Haven Jura zu studieren. Nebenher spielte er in deren Tanzorchester mit. Doch es dauerte nicht lange, bis er erkannte, dass er nicht zum Juristen geboren war. Also wechselte er die Fachrichtung und studierte fortan an derselben Universität Architektur.
Nachdem Rome sein Studium erfolgreich beendet hatte, zog es ihn nach New York. Lange bemühte er sich, bei einem Architekturbüro Arbeit zu finden, aber niemand wollte ihn einstellen. Dank seiner großen musikalischen und literarischen Begabung gelang es ihm jedoch, sich mit dem Schreiben von Songs für verschiedene Revuen und Vaudevilles über Wasser zu halten.
1935 bot man ihm an, das ehrwürdige jüdische Ferienlager-Ensemble von Green Mansions zu leiten. Rome akzeptierte und machte seine Sache so gut, dass er bereits ein Jahr später an den Broadway zurückberufen wurde. Die International Garment Workers’ Union plante, mit jungen begabten Industriearbeitern und -arbeiterinnen eine Revue einzustudieren. Zu diesem Zwecke mietete die Gewerkschaft das New Yorker Princess Theatre an und benannte es kurzerhand in Labor Stage Theatre um. Rome komponierte und textete. 24 Laien probten in ihrer Freizeit ein ganzes Jahr lang. Am 27. November 1937 ging die Revue Pins and Needles zum ersten Mal über die Bühne. Kein prominenter Kritiker sah sich veranlasst, der Uraufführung einer Laienspielgruppe beizuwohnen. Doch was keiner zu glauben gewagt hatte, trat ein: Das Stück wurde ein großer Erfolg. Noch weitere 1107 Aufführungen sollten folgen. Kein Stück am Broadway – auch kein professionell einstudiertes – war zuvor so erfolgreich gewesen.
Im Alter von 35 Jahren wurde er zum Kriegsdienst einberufen. Bis 1945 diente er in der Armee. Doch das Komponieren und Texten ließ ihn auch während dieser Zeit nicht los. Die Truppen fern der Heimat mussten schließlich nicht nur mit Nahrung versorgt, sondern auch mit Zerstreuung bei der Stange gehalten werden. Daher versorgte er eifrig Revue-Ensembles, die zur Truppenbetreuung auf Tournee gingen, mit Texten und Liedern.
Nach dem Zweiten Weltkrieg zog es Rome an den Broadway zurück. Nach weiteren Revuen brachte er 1952 sein erstes Musical heraus, Wish You Were Here. Zwei Jahre später folgte das Musical Fanny, bei dem es ihm erstmals gelungen war, eine einheitliche Partitur mit einer ganz eigenen Handschrift zu schreiben. Nicht zuletzt dank der im Operngesang geschulten Hauptdarsteller Ezio Pinza, Walter Slezak und Florence Henderson war mit Fanny die Nähe zur Oper nicht mehr weit. Diese Entwicklung sollte sich nach Harold Rome noch weiter fortsetzen, aber er war der Erste gewesen, der diese Tür aufgestoßen hatte.
Neben seinen Tätigkeiten als Musiker und Texter hörte Harold Rome aber nicht auf, sich für Architektur zu interessieren. Außerdem betätigte er sich als Maler, und auch in diesem Metier war er alles andere als ein Dilettant. 1964 widmete die renommierte Marble Arts Gallery in New York seinen Bildern eine große Ausstellung.
Harold Rome verstarb im Alter von 85 Jahren an einem Gehirnschlag in New York.

## Werke

### Revuen
- Pins and Needles (1937)
- Sing Out the News (1938)
- Let Freedom Ring (1942)
- Call Me Mister (1946)
- Alive and Kicking (1950, zusammen mit anderen Komponisten)
- Michael Todd’s Peep Show (1950, zusammen mit anderen Komponisten)
- Bless You All (1950)

### Musicals
- Wish You Were Here (1952)
- Fanny (1954)
- Destry Rides Again (1959) (1961 von Joshua Logan verfilmt)
- I Can Get It for You Wholesale (1962)